# Pico del Medio
El pico del Medio es un pico de los Pirineos con una altitud 3346 metros, situado en el macizo de la Maladeta en la provincia de Huesca, Aragón (España).

## Descripción
El pico del Medio está situado en la cresta del Medio en el macizo de la Maladeta. Al oeste del pico del Medio se encuentran los picos de la Punta de Astorg (3355 metros) y del pico Maldito (3350 metros), al SE se conforma el collado del Medio que lo separa del pico de Coronas (3293 metros) y, en su ladera norte se sitúa el glaciar del Aneto, que ocupa una superficie de 90 hectáreas.
El pico del Medio se encuentra situado en el parque natural de Posets-Maladeta en el municipio de Benasque.